# Обольянинов, Степан Александрович
Степа́н Алекса́ндрович Обольяни́нов (1 июля 1826 — 26 августа 1880, Санкт-Петербург) — русский военный деятель, генерал-майор (1872).

## Биография
Родился в 1826 году. Представитель рода Обольяниновых — столбовых дворян Новгородской губернии. Окончил Николаевское училище гвардейских подпрапорщиков и кавалерийских юнкеров, откуда в 1845 году был выпущен корнетом в Лейб-гвардии Уланский Его Величества полк. 
Прослужил в этом полку 18 лет, причём в 1860 году был произведён в полковники и продолжил служить в полку, не возглавляя его. В 1863 году вышел в отставку «по семейным обстоятельствам».
Однако, всего год спустя вновь был принят на службу и назначен состоять при генерал-инспекторе кавалерии великом князе Николае Николаевиче (Старшем). На этой должности прослужил ещё 17 лет, причём в 1872 году был произведен в генерал-майоры с зачислением по армейской кавалерии. Вероятно, находился рядом с великим князем, когда тот был назначен командующим действующей армией в ходе Русско-турецкой войны 1877—1878 годов. В 1878 году Обольянинов за свои заслуги был награжден орденом святого Владимира 3-й степени.
Скончался в 1880 году в Санкт-Петербурге.